# Chris Tucker
Chris Tucker   (Atlanta, 31 d'agost de 1971) és un comediant i actor nord-americà. Tucker va debutar l'any 1992 com a intèrpret stand-up a la sèrie de comèdia d'HBO Def Comedy Jam, on va aparèixer amb freqüència al programa durant la dècada del 1990. Va actuar a les pel·lícules Friday, The Fifth Element, Els diners són el primer i Jackie Brown, i més tard va guanyar fama i popularitat generalitzada als anys 2000 per interpretar al detectiu James Carter a la sèrie Rush Hour.

## Primera vida, educació i carrera professional
Christopher Tucker va néixer el 31 d'agost de 1971 a Atlanta, Geòrgia, el fill petit de Mary Louise (de soltera Bryant) i Norris Tucker. Un dels sis fills, Tucker va aprendre molt aviat que l'humor tenia el poder de cridar l'atenció sobre si mateix tant a l'escola com a casa. El seu pare era un empresari independent que tenia un servei de consergeria. Tucker va créixer en una casa cristiana pentecostal; els seus pares van ser membres de l’Església de Déu en Crist durant la seva infantesa.
Tucker va créixer a Decatur, Geòrgia, i després de graduar-se a Columbia High School, es va traslladar a Los Angeles per seguir la seva carrera de comèdia. Les seves influències en la comèdia van ser Richard Pryor i Eddie Murphy, i Tucker era conegut pels seus professors i companys de secundària per fer riure la gent fent impressions de Murphy, Michael Jackson i altres.

## Carrera

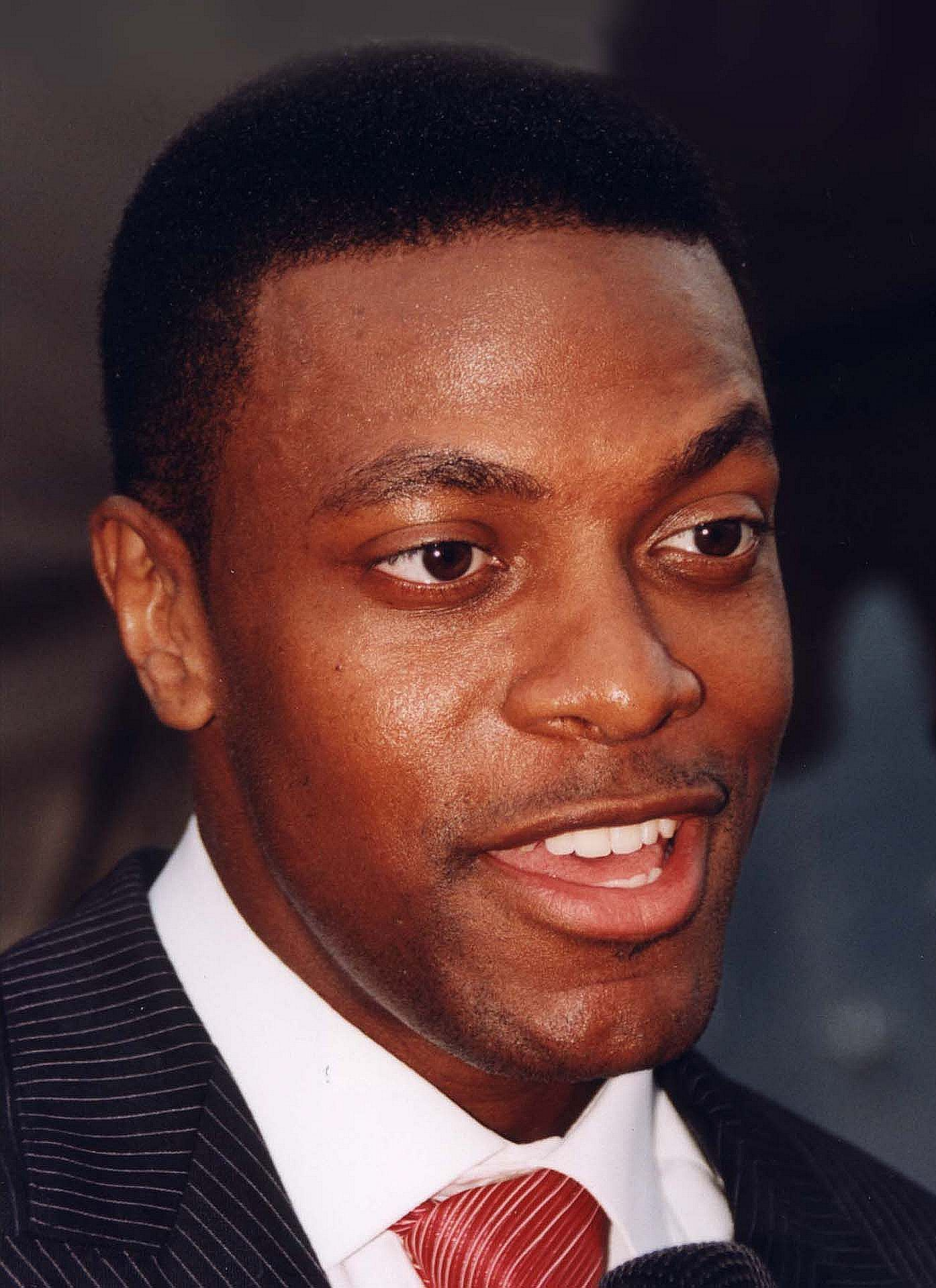
Tucker l'any 2000

Tucker va començar a mostrar les seves habilitats comèdiques davant un públic als clubs de comèdia locals d'Atlanta fins que va decidir traslladar-se a Los Angeles el 1990 per continuar la seva carrera de comèdia stand-up. El 1992, Tucker va ser un intèrpret freqüent a la sèrie de comèdia de HBO Def Comedy Jam. Va fer el seu debut cinematogràfic a House Party 3 el 1994 i va obtenir un major reconeixement cinematogràfic al costat del raper de NWA Ice Cube el divendres de l'any següent. El 1997, va protagonitzar les pel·lícules The Fifth Element i Money Talks. També va tenir un paper secundari a Jackie Brown de Quentin Tarantino i va tenir un paper protagonista a la comèdia d'espionatge Double-O-Soul, però aquesta darrera mai es va estrenar.
Juntament amb l'artista marcial de Hong Kong Jackie Chan, Tucker va interpretar el detectiu de LAPD James Carter a la sèrie de pel·lícules d'acció d'arts marcials Rush Hour. Després de l'èxit comercial de la primera pel·lícula Rush Hour, va aguantar un sou de 20 milions de dòlars per a Rush Hour 2, i va rebre 25 milions de dòlars per Rush Hour 3. Aquesta última formava part d'un contracte de dues pel·lícules de 40 milions de dòlars amb New Line Cinema que també incloïa una pel·lícula futura sense nom. També havia de rebre el 20% del brut de Rush Hour 3.
Tucker no va repetir el seu paper de Smokey a Quin divendres! (2000) o Friday After Next (2002) per motius religiosos, i després va explicar que no volia animar els altres a fumar marihuana. Va protagonitzar el vídeo de Michael Jackson " You Rock My World " i va fer un cameo a " California Love " de Tupac Shakur. El 13 de febrer de 2009, Tucker va participar al Celebrity Game de l'NBA All-Star Weekend. Altres celebritats que van participar van ser el raper Master P, els membres del Saló de la Fama de l’NBA Clyde Drexler i Dominique Wilkins, el receptor Terrell Owens i quatre Harlem Globetrotters.
El 2007 es va anunciar que Tucker protagonitzaria la pel·lícula dramàtica de New Line Mr. S: My Life with Frank Sinatra, dirigida per Brett Ratner i basada en l'autobiografia de George Jacobs de treballar com a servent de Frank Sinatra durant l'era Rat Pack de 1953–68.
El 2011, Tucker va tornar a la comèdia stand-up. L'any següent, va tornar al cinema a Silver Linings Playbook, coprotagonitzat per Bradley Cooper, Jennifer Lawrence i Robert De Niro. L'actuació de Tucker a la pel·lícula va ser ben rebuda per la crítica i el públic. La pel·lícula en si va rebre nombroses nominacions i premis, com ara el premi de l'Associació de Crítics de Cinema de Transmissió al millor repartiment. També va ser l'amfitrió dels Premis BET 2013. El 2016, va aparèixer a Long Halftime Walk de Billy Lynn. El 2023, va interpretar l'executiu de Nike Howard White a la pel·lícula Air.

## Filantropia i opinions polítiques
Va donar suport a Barack Obama a les primàries del 2008.
El 2021, Tucker es va unir a la Fundació Heal Los Angeles com a ambaixador oficial. La Fundació està cofundada pel fill de Michael Jackson, Prince Jackson, i el seu propòsit és ajudar els joves dels centres de la ciutat de Los Angeles posant fi al sensellarisme, l'abús infantil i la fam a la ciutat.
Durant la nit de thriller de HalloweEl 2022 organitzada per la Fundació Heal Los Angeles, Tucker i Steve Harvey van ser homenatjats i van rebre el premi inaugural "Man in The Mirror". El premi s'atorga a persones influents que utilitzen les seves plataformes per sempre. Tucker va acceptar el premi que va ser lliurat pel príncep Jackson.

## Vida personal
Tucker té un fill anomenat Destin amb la seva exdona Azja Pryor. Reparteix el seu temps entre Los Angeles, Las Vegas i Atlanta.
Tucker és un bon amic de la companya coprotagonista de Rush Hour Jackie Chan. També va estar a prop del cantant Michael Jackson: va presentar i ballar amb ell a la celebració del seu 30è aniversari; apareixent al seu vídeo " You Rock My World " de l’àlbum Invencible de 2001; i assistint al seu servei commemoratiu. La carrera de Tucker també va ser influenciada per Jackson, ja que se'l veu ballant i cantant " Don't Stop 'Til You Get Enough " en una escena de Rush Hour 2 i imitant l'estil de ball de Jackson el divendres.
Tucker va participar en el documental de PBS de 2006 del professor Henry Louis Gates Jr. sobre la composició genètica dels afroamericans, African American Lives, que es va centrar específicament en històries de l'herència nativa americana a les comunitats afroamericanes. Els resultats de les proves d'ADN de Tucker van mostrar avantpassats africans, europeus i "probablement alguns nadius americans". L'ascendència patrilineal de Tucker també es va remuntar al grup ètnic Ambundu d’Angola i una línia de la seva mare als Bamileke del Camerun. També va remuntar el seu arbre genealògic a la dècada de 1830. Es va mostrar a Tucker i Gates visitant Angola, el lloc de naixement d'alguns dels seus avantpassats.
El 2014, Tucker va liquidar un deute fiscal de 2,5 milions de dòlars. Un representant va culpar "d'una mala gestió comptable i empresarial". El novembre de 2021, l'IRS va demandar a Tucker, demanant 9,6 milions de dòlars en impostos endarrerits.
També el 2014, Tucker va dir a un entrevistador que s'absté d'utilitzar insults durs en les seves actuacions a causa de la seva fe cristiana.
La connexió de Tucker amb Jeffrey Epstein es va tractar a la sèrie documental de Netflix del 2020 Jeffrey Epstein: Filthy Rich. L'any 2002, Tucker va viatjar a l'avió d'Epstein al costat de Bill Clinton i Kevin Spacey amb finalitats humanitàries per combatre l'epidèmia del VIH / sida a l'Àfrica.

## Filmografia

### Cinema
| Any  | Pel·lícula                      | Paper                     | Notes                    |
| ---- | ------------------------------- | ------------------------- | ------------------------ |
| 1993 | Meteor man                      | MC al centre comercial    | No surt als crèdits      |
| 1994 | House Party 3                   | Johnny Booze              |                          |
| 1995 | Friday                          | Smokey                    |                          |
| 1995 | Panther                         | Guardaespatlles           |                          |
| 1995 | Dead Presidents                 | Omet                      |                          |
| 1997 | El cinquè element               | Rubí Rhod                 |                          |
| 1997 | Els diners són el primer        | Franklin Maurice Hatchett | També productor executiu |
| 1997 | Jackie Brown                    | Beaumont Livingston       |                          |
| 1998 | Hora punta                      | James Carter              |                          |
| 2001 | Rush Hour 2 (Hora punta 2)      | James Carter              |                          |
| 2007 | Hora punta 3                    | James Carter              |                          |
| 2012 | La part positiva de les coses   | Danny McDaniels           |                          |
| 2016 | Billy Lynn's Long Halftime Walk | Albert Brown              |                          |
| 2023 | Aire                            | Howard White              |                          |
| TBA  | Rush Hour 4                     | James Carter              |                          |

### Televisió
| Any  | Títol                                          | Paper      | Notes                                            |
| ---- | ---------------------------------------------- | ---------- | ------------------------------------------------ |
| 1992 | Hangin' with Mr. Cooper                        | Raper      | Episodi: "Please Pass the Jock"                  |
| 1992 | Def Comedy Jam                                 | Ell mateix | 2 episodis                                       |
| 2001 | 32è NAACP Image Awards                         | Amfitrió   | especial de televisió                            |
| 2001 | Michael Jackson: celebració del 30è aniversari | Ell mateix | Convidat                                         |
| 2001 | Diary                                          | Ell mateix | Episodi: "I jo?"                                 |
| 2002 | 33è Premis d'Imatge NAACP                      | Amfitrió   | especial de televisió                            |
| 2005 | 36è Premis d'Imatge NAACP                      | Amfitrió   | especial de televisió                            |
| 2006 | African American Lives                         | Ell mateix | 4 episodis                                       |
| 2013 | Premis BET 2013                                | Amfitrió   | especial de televisió                            |
| 2015 | Chris Tucker – En directe                      | Ell mateix | Especial de comèdia stand-up exclusiu de Netflix |
| 2020 | 2n Honors Anual Urban One                      | Coamfitrió | especial de televisió                            |
| 2020 | Jeffrey Epstein: Filthy Rich                   | Ell mateix | Imatge d'arxiu                                   |

## Premis i nominacions
| Any  | Premi                              | Categoria                                         | Obra nominada           | Resultat  |
| ---- | ---------------------------------- | ------------------------------------------------- | ----------------------- | --------- |
| 1995 | MTV Movie Award                    | Best Comedic Performance                          | Friday                  | Nominat   |
| 1995 | MTV Movie Award                    | Best Breakthrough Performance                     | Friday                  | Nominat   |
| 1995 | MTV Movie Award                    | Best On-Screen Duo (amb Ice Cube)                 | Friday                  | Nominat   |
| 1997 | Razzie Award                       | Worst New Star                                    | The Fifth Element       | Nominat   |
| 1997 | Razzie Award                       | Worst New Star                                    | Money Talks             | Nominat   |
| 1998 | Blockbuster Entertainment Award    | Favorite Duo – Action/Adventure (amb Jackie Chan) | Rush Hour               | Guanyador |
| 1998 | MTV Movie Award                    | Best On-Screen Duo (amb Jackie Chan)              | Rush Hour               | Guanyador |
| 1998 | Image Awards                       | Outstanding Lead Actor in a Motion Picture        | Rush Hour               | Nominat   |
| 1998 | Kids Choice Awards                 | Favorite Movie Actor                              | Rush Hour               | Nominat   |
| 1998 | MTV Movie Award                    | Best Comedic Performance                          | Rush Hour               | Nominat   |
| 1998 | MTV Movie Award                    | MTV Movie Award for Best Fight (amb Jackie Chan)  | Rush Hour               | Nominat   |
| 2001 | Kids Choice Awards                 | Favorite Movie Actor                              | Rush Hour 2             | Nominat   |
| 2001 | BET Award                          | Best Actor                                        | Rush Hour 2             | Nominat   |
| 2001 | Kids Choice Awards                 | Favorite Male Butt Kicker                         | Rush Hour 2             | Nominat   |
| 2001 | MTV Movie Award                    | Best Fight (amb Jackie Chan)                      | Rush Hour 2             | Guanyador |
| 2001 | MTV Movie Award                    | Best Comedic Performance                          | Rush Hour 2             | Nominat   |
| 2001 | MTV Movie Award                    | Best Musical Sequence                             | Rush Hour 2             | Nominat   |
| 2001 | MTV Movie Award                    | Best On-Screen (amb Jackie Chan)                  | Rush Hour 2             | Nominat   |
| 2001 | Teen Choice Award                  | Movie Actor - Comedy                              | Rush Hour 2             | Guanyador |
| 2001 | Teen Choice Award                  | Movie: Chemistry (amb Jackie Chan)                | Rush Hour 2             | Nominat   |
| 2007 | People's Choice Award              | Favorite On-Screen Match-up (amb Jackie Chan)     | Hora punta 3            | Nominat   |
| 2007 | MTV Movie Award                    | Best Fight (amb Jackie Chan and Sun Mingming)     | Hora punta 3            | Nominat   |
| 2012 | Broadcast Film Critics Association | Best Cast                                         | Silver Linings Playbook | Nominat   |
| 2012 | Screen Actors Guild Award          | Outstanding Cast in a Motion Picture              | Silver Linings Playbook | Nominat   |